# Siegfried Huber
Siegfried Huber (2 de setembro de 1914 - KIA, 19 de janeiro de 1943) foi um piloto alemão da Luftwaffe durante a Segunda Guerra Mundial. Ao longo da sua carreira, destruiu 70 veículos de combate, 24 tanques inimigos, um contratorpedeiro e 25 peças de artilharia. Pela sua prestação de serviço, foi condecorado com a Cruz de Cavaleiro da Cruz de Ferro, com a Cruz Germânica em ouro, e com inúmeras outras condecorações. Foi morto em combate em Janeiro de 1943  nos céus de Novoposkov.